# El Borrut (Odèn)
El Borrut és una muntanya de 1.125 metres que es troba al municipi d'Odèn, a la comarca del Solsonès.